# Бой в Тюбкараганском заливе
Бой в Тюбкараганском заливе или Бой у Форт-Александровского — бой между кораблями красной и англо-белогвардейской флотилий у северо-западного побережья полуострова Мангышлак, произошедший 21 мая 1919 года. Крупнейшее сражение на Каспийском море во время Гражданской войны в России.

## Военно-стратегическая ситуация
Главной проблемой для красных морских сил на Каспии было отсутствие у них нормального порта. Астрахань, главный пункт базирования флотилии, отделяло от доступного для больших судов т. н. «12-футового рейда» протяженное мелководье, по которому проходил сложный 40-мильный фарватер. В апреле 1919 г. советское руководство поставило перед Астрахано-Каспийской флотилией задачу овладеть важнейшими пунктами на побережье, завоевать господство на море и прервать морское сообщение между белыми армиями генерала А. И. Деникина и адмирала А. В. Колчака по линии Петровск — Гурьев.
Красный флот на Каспии (6 эсминцев, минный заградитель, 3 миноносца, 4 подводные лодки, 13 вооруженных пароходов, 4 плавучих батареи, 7 сторожевых катеров) заметно превосходил действующую там британскую Каспийскую флотилию Королевского флота со смешанными англо-русскими командами (10 вооруженных пароходов, 2 гидроавиатранспорта, 12 торпедных катеров). Правда, преимущество красных в быстроходных эсминцах и подводных лодках (находившихся, как правило, в плохом техническом состоянии) нивелировалось трудностями их применения в мелководной северной части Каспийского моря, в то время как английское превосходство в авиации играло большую роль. Заметно лучше была у британской флотилии и подготовка экипажей, особенно — командного состава.

## Предшествующие события
29 апреля главные силы красной флотилии вышли из Астрахани в море, где разделились на два отряда. Командующий флотилией С. Е. Сакс с 4 эсминцами отправился к побережью Дагестана для наблюдения за базировавшейся в Петровске флотилией противника. 2 эсминца, минный заградитель и четыре вооруженных парохода под командованием А. В. Сабурова совершили поход к полуострову Мангышлак, где 30 апреля высадили десант в Тюбкараганском заливе у Форт-Александровский. Белый гарнизон сдался без сопротивления.
Сакс докладывал телеграммой Ленину: «Флотилия находится в море, базируясь на Форт Александровский с задачей парализовать коммуникацию Петровск — Гурьев. В Александровском собираются силы для десанта в Петровск». Захват красными важнейшего стратегического пункта на линии морских коммуникаций в центральной части Каспийского моря долго оставался неизвестным для белого командования. В Форт-Александровский даже продолжали поступать радиограммы с сообщениями о предстоящих рейсах между белыми портами, чем красные вскоре сумели воспользоваться. 5 мая в море близ Тюбкарагана эсминцем «Карл Либкнехт» был перехвачен пароход «Лейла», где находилась посланная от Деникина к Колчаку делегация во главе с генералом Гришиным-Алмазовым. Гришин застрелился, в руки красных попали важные оперативные документы из штаба Деникина.
В свою очередь, получив, наконец, сведения о взятии красными Форт-Александровский, английское командование направило туда несколько своих кораблей. 15 мая при подходе к Форт Александровский британские вспомогательные крейсера «Президент Крюгер» и «Вентюр» перехватили идущий из Астрахани красный конвой — транспорты «Алекбер» и «Баку», буксирующие две грузовые шаланды. Охраняющий конвой эсминец «Яков Свердлов» ушёл в Александровский, не принимая боя, туда же успели уйти и транспорты, бросив свои шаланды, потопленные артиллерийским огнём с крейсеров.
Тем не менее, красные рассчитывали в скором времени добиться успеха. Форт-Александровский стал маневровой базой Астрахано-Каспийской флотилии. Здесь был размещен крупный гарнизон, многочисленные транспорты доставляли всё необходимое (от боеприпасов до питьевой воды). К 18 маю в Тюбкараганском заливе было сосредоточено 5 вспомогательных крейсеров, 6 эсминцев, минный заградитель, плавбатарея, 2 подводные лодки, 7 сторожевых катеров. Сакс планировал поход к о.Чечень близ устья Терека, где, как предполагалось, находились главные силы англо-белогвардейской флотилии. Красные предполагали сначала атаковать вражеские корабли на стоянке ночью эсминцами, а потом добить днем тяжелой артиллерией вспомогательных крейсеров. В ночь на 19 мая минный и крейсерский отряды вышли из Форт-Александровского к Чеченю, но из-за тумана и нескоординированности действий между эсминцами и крейсерами операция была отложена. На красных кораблях открылись многочисленные технические неполадки. Флотилия вернулась для загрузки углем и текущего ремонта к Астрахани на 12-футовый рейд.

## Соотношение сил перед боем
20 мая из Петровска в сторону Форта Александровского вышла флотилия под командованием коммодора Д. Норриса. По одним данным у него было 8 вспомогательных крейсеров, фактически канонерских лодок: «Президент Крюгер» (2200 т водоизмещения, четыре 102-мм орудия), «Вентюр» (1300 т, три 102-мм орудия), «Азия» (1300 т,120-мм и 75-мм орудия), «Эммануил Нобель» (3800 т, 120-мм и два 102-м орудия), «Слава» (1700 т, 120-мм и 75-мм орудия), «Зороастр» (два 120-мм орудия), «Биби Эйбат» (три 102-мм орудия), «Виндзор Кастл» (бывш. «Лейтенант Шмидт», 1400 т, четыре 102-мм орудия). Красные считали, что у противника было 6 кораблей, которые они идентифицировали как «Президент Крюгер», «Вентюр», «Воткинский завод», «Слава», «Гаджи Гаджи» и «Азия».
Английские источники говорят о пяти кораблях: «Крюгер», «Вентюр», «Азия», «Нобиль» и «Виндзор Кастл». «Слава» и «Биби Эйбат» не успели подойти, а «Зороастр» вынужден был вернуться в Петровск из-за поломки машины

Авиатранспорт «Аладир Усейнов»

 В море также находился авиатранспорт и база торпедных катеров «Аладир Усейнов» (бывший танкер, 2070 т., впосл. переименован в «Волгу», 3 торпедных катера, 2 гидросамолета).
В результате авиаразведки англичане обнаружили, что в Александровске осталась лишь меньшая часть красных кораблей: не вышедший в поход к Чеченю из-за неполадок с котлами эсминец «Московитянин» (620 т, два 102-мм орудия, три торпедных аппарата), вспомогательный крейсер «Каспий» (флагман А. В. Сабурова, бывш. ледокол, 480 т, два 102-мм орудия), минный заградитель «Демосфен» (до апреля 1919 г. «Припять», 400 т, два 102-мм орудия), плавбатарея № 2 (бывш. наливная баржа «Святополк», два 152-мм орудия), подводные лодки «Минога» и «Макрель» с базой — пароходом «Ревель», шесть сторожевых катеров и 17 транспортных и вспомогательных судов разного типа. Из-за ухода основных кораблей Астрахано-Каспийской флотилии оставшиеся у Форт-Александровского красные суда серьёзно уступали противнику в силе артиллерийского огня, к тому же были меньшего тоннажа и, следовательно, менее устойчивы к обстрелу.

## Сражение
21 мая 1919 г. в 11.30 красные обнаружили на горизонте дымы вражеской флотилии, приближавшейся с запада в кильватерной колонне. В 12.25 из Тюбкараганского залива на внешний рейд вышел на двух исправных котлах эсминец «Москвитянин» и минный заградитель «Демосфен». У входа в бухту уже стояли на якорях флагман отряда «крейсер» () «Каспий» и баржа-плавбатарея № 2. С берега флотилию поддерживала полевая батарея из четырёх 75-мм орудий..
Командующий красными кораблями А. В. Сабуров приказал атаковать противника катерам и подводным лодкам. «Минога» отказалась выполнить приказ из-за неисправности с дизелями (которые, впрочем, были ей не нужны при подводном плавании) и отошла к базе на электромоторе, но лодка «Макрель» направилась в море. Глубина фарватера не превышала 7 метров, а осадка лодки под перископом составляла 6,7 метра. Чтобы увеличить запас воды под килем, «Макрель» выходила из залива с опущенным перископом. Атаковать противника, однако, «Макрель» не могла — из-за мелководья подводная минная стрельба была невозможна, так как торпеды должны были зарываться в грунт.
Три красных сторожевых катера провели демонстративную атаку, не приближаясь к противнику и стреляя из своих 47-мм и 37-мм орудий с большими недолетами. Пользуясь превосходством в скорости над тихоходными вражескими кораблями (флотилия Норриса шла на 7 узлах), катера совершали стремительные манёвры, по воспоминаниям участвовавшего в сражении белогвардейского мичмана Н. Н. Лишина, «крутились между нами и берегом, то приближаясь к нам, то удаляясь, то поворачивая прямо на нас, то идя параллельным курсом». Но демонстративная атака не имела результата. Англо-белогвардейская флотилия даже не стала отвечать на огонь катеров, продолжая двигаться кильватерным строем к Тюбкараганскому заливу. По другим данным, в ходе атаки красные потеряли катер «Счастливый»

Большего успеха добилась конная полевая батарея красных, выкатившая на берег и с ходу открывшая огонь по проходившим мимо кораблям противника. В 13.05 в бой вступила и артиллерия красных кораблей. «Москвитянин» и «Демосфен» маневрировали между входом в бухту и лежавшей севернее мелью. «Каспий» и плавбатарея стреляли с якоря. Полевая батарея, сменив позицию после накрытия, сама пристрелялась по флагману Норриса. «Президент Крюгер» получил попадание в район жилых кают, на нём вспыхнул пожар, впрочем, тут же потушенный водой из перебитого брандспойта. Два попадания с плавбатареи (по другой версии — с «Москвитянина») были в «Нобиль», который имел серьёзные повреждения в машинном отделении и вышел из колонны.
Повреждения «Нобиля», видимо, побудили флотилию Норриса к временному отступлению. Корабли под английскими флагами повернули на юг и, к ликованию красных, стали удаляться. Однако в 13.47 Норрис повернул на обратный курс и повторил нападение. На этот раз успех был полностью на стороне англичан. По словам Лишина, огонь красных был хотя и сильным, но неорганизованным: «Море вблизи и вдали от наших кораблей кипело разрывами, но ясно было, что большевики не способны корректировать своей стрельбы, так как одновременно стреляли их орудия из трех разных направлений, по разным целям, и одни мешали пристрелке других. Никакой согласованности или общего управления огнём не было».
Стрельба с кораблей Норриса была гораздо более меткой. В 14.20 идущий в голове колонны «Президент Крюгер» открыл огонь с дистанции 70 кабельтовых, а в 14.25 уже дважды поразил красную плавбатарею с наиболее мощными 6-дюймовыми орудиями. На барже вспыхнул пожар, она прекратила огонь, сильно накренилась и через некоторое время затонула. Следовавшие за «Крюгером» другие крейсера, которым из-за закрывавшего им сектора обстрела флагмана было затруднительно стрелять по бухте, уничтожали полевую батарею, бившую по ним с фланга. На «Москвитянине» вышел из строя последний исправный котел. Лишившись возможности маневрировать, эсминец на остатках пара направился к берегу и приткнулся к Соляной пристани, его команда бежала на берег.
Флотилия Норриса приблизилась к стоявшим в бухте красным судам на расстояние в 30 кабельтовых и сделала поворот вправо: «Теперь все корабли могли уже работать бортовым огнём по главным целям и, повинуясь указаниями крюгеровского артиллериста, стали забрасывать большевистские корабли снарядами. Стрельба оказалась действительной: то здесь, то там в куче большевистских кораблей стали вспыхивать пожары». Под обстрелом «Каспий» и «Демосфен» отошли в бухту к другим судам, скученно стоявшим у стенок гавани.

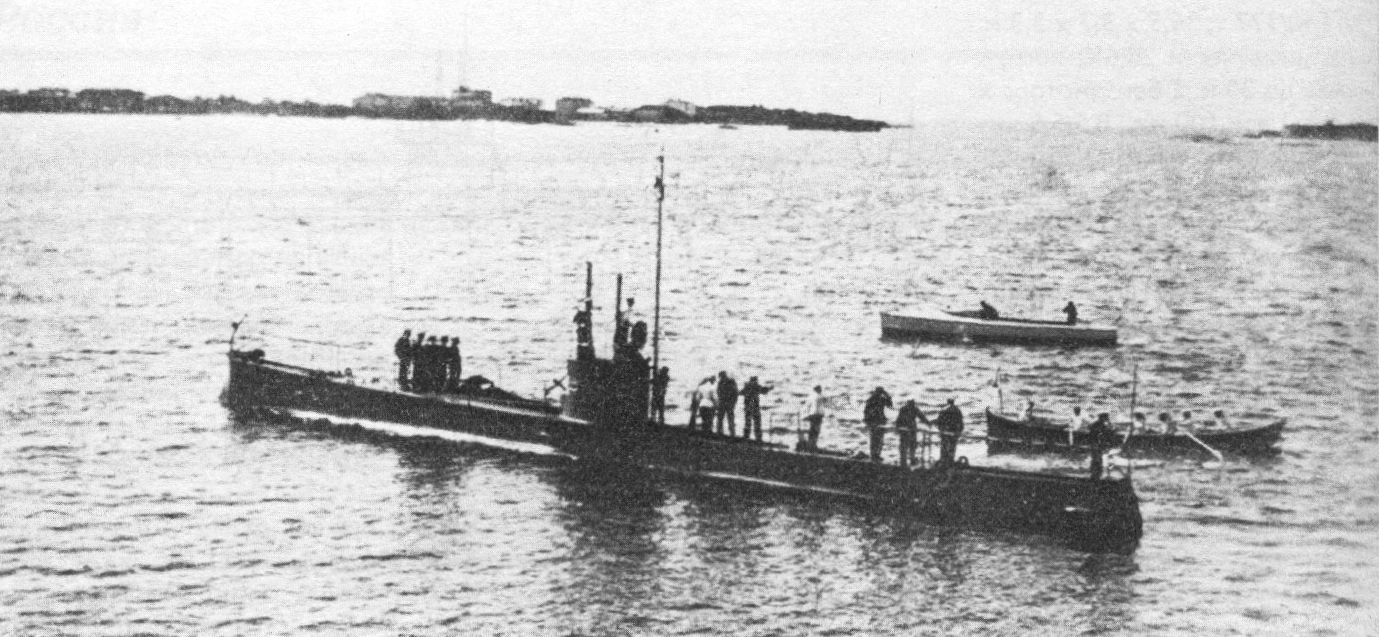
Подводная лодка «Минога»

В 14.50 снаряд попал в плавбазу подлодок «Ревель», где вспыхнул пожар. В зону пожара попала и стоявшая у «Ревеля» подлодка «Минога», на которой обгорела рубка. «Минога» пыталась отойти от «Ревеля», но на её винт намотало швартовый. С большим трудом лодку отбуксировали до взрыва в сторону с помощью шлюпки.
Горящий «Ревель» понесло на минный транспорт «Туман» и посыльное судно «Гельма». Последующий сильнейший взрыв уничтожил все три судна. Также в ходе обстрела погибли судно-продбаза «Зороастр» и несколько малых шаланд.
Огонь с «Ревеля» перекинулся и на стоявший рядом «Демосфен». Почти одновременно на флагманском «Каспии» было сбито одно из орудий и поврежден котел. Фактически все боевые корабли красных были выведены из строя и командующий Сабуров, который перешёл на посыльное судно «Крейсер», приказал командам покинуть корабли, приготовив их к затоплению. На «Каспии» были открыты кингстоны, а «Демосфен» получил приказ добить вспомогательный крейсер орудийным огнём, но из-за пожара не смог это сделать. Вскоре команда оставила и горящий заградитель, выбросив замки орудий и пулеметы за борт.
Не встречая больше ответного огня, флотилия Норриса продолжала обстрел с дистанции 30-40 кабельтовых. В 15.15 над бухтой появилось два английских гидросамолета, обстрелявших красные суда из пулеметов и сбросивших на них бомбы. В 16.00 корабли под британскими флагами внезапно прекратили огонь и ушли в море. Отход вражеской флотилии приписывал себе в заслуги командир лодки «Макрель» Г. А. Шредер, утверждавший, что неприятель, обнаружив в море его субмарину, «повернул обратно, сосредоточив весь огонь на квадрате нахождения лодки, что спасло от полного разгрома находившиеся в гавани суда с минами заграждения и снарядами».
Мнения о том, что англичане бежали, испугавших торпедной атаки «Макрели», придерживался в своем рапорте в Москву и командующий флотилией Сакс, эта версия нашла отражение и в последующей советской литературе.
Мичман Лишин причиной прекращения боя указывает исчерпание боезапаса — корабли выпустили более 1700 снарядов и на каждом из них оставалось всего около 50 штук. Впрочем, скорее всего коммодор Норрис просто посчитал свою задачу выполненной. В море его флотилия встретила авиатранспорт «Аладир Усейнов», на котором базировались и торпедные катера. Несмотря на спокойную погоду, идеальную для торпедной атаки, катера не были спущены на воду, чтобы нанести по красным в гавани завершающий удар. Возможно, на это решение повлиял неудачный опыт подавления восстания на кораблях бывшей русской Каспийской флотилии в Баку в конце февраля 1919 г., когда у английских катеров в решающий момент заглохли моторы.
Корабли Норриса получили в бою повреждения, возникли и технические неполадки. Когда требовавшие ремонта суда были отправлены в Петровск или Баку, у британского командующего остались только крейсера «Президент Крюгер» и «Вентюр» и авиатранспорт «Аладир Усейнов», чьим самолетам вскоре удалось добиться большого успеха.

## После боя
Воспользовавшись отходом противника и прекращением обстрела, старший механик «Каспия» Кудряшов смог спасти своё брошенное судно. Он вернулся туда на шлюпке и успел закрыть кингстоны. Подошедшие вспомогательные суда откачали из трюма воду.
Красные стали возвращаться и на другие корабли. Уцелевшие транспорты были отведены от горящих у берега кораблей и поставлены на якорях в центре бухты. На «Москвитянине» состоялся военный совет, на котором было принято решение об оставлении Форт-Александровский. Неисправные суда следовало вести на буксире. Гарнизон и команды уничтоженных кораблей должны были быть размещены на транспортах. В первую ночь после сражения удалось вывести только один транспорт, подлодку «Макрель» и пять катеров (один на буксире), которые на следующий день благополучно дошли до Астрахани.

Британский гидросамолет «Шорт — С 184», однотипный с участвовавшими в налетах на Форт-Александровский

22 мая шла подготовка к уходу оставшихся судов. Удалось наскоро починить котлы на «Каспии». В течение дня пять раз под бухтой появлялись одиночные английские самолеты с авиатранспорта «Аладир Усейнов». Во время третьего налета в 10.45 вражескому аэроплану удалось прицельно сбросить 230-фунтовую (104 кг) бомбу у кормы «Москвитянина». После взрыва эсминец быстро затонул, погрузившись до конца труб (впоследствии белые поднимут его, но так и не сумеют ввести в строй). Из-за невозможности ремонта был затоплен минный заградитель «Демосфен».
Вечером началась посадка гарнизона на суда. В 23 часа все корабли снялись с якоря и покинули Тюбкараганский залив. Чтобы избежать встречи с кораблями противника, суда маневрировали в тумане и прибыли к 12-футовому рейду Астрахани только рано утром 24 мая. Прикрывая эвакуацию из Александровского, два красных эсминца перестреливались в море с «Президентом Крюгером», заставляя его держаться на расстоянии огнём своих более дальнобойных орудий. Однако когда появился второй белый крейсер, красные отступили к Астрахани, на чём их действия на море надолго закончились.

## Итоги сражения

Красная флотилия понесла в Тюбкараганском заливе тяжелые потери: эсминец, минный заградитель, плавбатарея, база подводных лодок, три транспортных судна и сторожевой катер. Серьёзные повреждения получили вооруженный пароход «Каспий» и подлодка «Минога», надолго выведенные из строя. Их возвращение в Астрахань при отсутствии какой-либо защиты вместе с 11 транспортными и вспомогательными судами, а также эвакуированным гарнизоном можно считать большой удачей или примером неоднозначной политики англичан в гражданской войне.
То, что красным удалось эвакуировать Форт-Александровский, ставилось в упрек коммодору Норрису, как не доведшему сражение в Тюбкараганском заливе до полного уничтожения сил противника. В частности с упреком по поводу завершающей части морского сражения высказался адмирал Колчак:  «Почему ушли, имея возможность закончить бой как следует? Ведь большевики ещё отвечали, а вы не могли быть уверены, что вами нанесено решительное поражение. Почему не послали „Си-Эм-Би“ (торпедные катера)? Почему „Волга“ с шестидюймовыми орудиями и полным запасом снарядов не была использована хотя бы в последней стадии боя?..» .
Хотя потери у Форт-Александровский не изменили в целом соотношение сил и сохранили у красных превосходство в боевых кораблях, советское командование восприняло произошедшее сражение как катастрофу, полностью перечеркнувшую планы на завоевание господства на Каспийском море: «В мае 1919 г. наш флот после боя у форта Александровского вынужден был отойти в Астрахань. С этого времени господство флота противника распространялось на все водное пространство Каспийского моря». Даже в официальной советской историографии признавалось, что «В описываемое время на Каспийском море Красный Флот, будучи слабее и числом единиц, и их качеством против более быстроходного флота противника (???), избегал боевых столкновений с ним в невыгодных для себя условиях».
В конце мая Астрахано-Каспийская военная флотилия РККФ ушла по фарватеру в Астрахань, ограничив свои задачи обороной города и низовий Волги. В июле 1919 г. вместо Астрахано-Каспийской была создана Волжско-Каспийская флотилия во главе со сменившим Сакса Ф. Ф. Раскольниковым. В это же время в виду фактического прекращения военных действий на море англичане передали свои военные корабли на Каспии в распоряжение представителей генерала Деникина. Только после разгрома армий Деникина весной 1920 г. и самоликвидации белой флотилии на Каспии красные морские силы возобновили там активные действия.
Операция в Каспии была важной частью плана большевиков по захвату Дагестана, однако из-за поражение флота подпольщики на местах не сумели организовать мятеж и были арестованы и расстреляны.